# 1849 en France
Chronologie de la France
- 1845
- 1846
- 1847
- 1848
- 1849
- 1850
- 1851
- 1852
- 1853

Cette page concerne l'année 1849 du calendrier grégorien.

## Événements

### Janvier

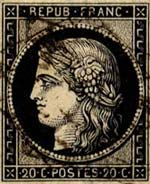
Le 20 c. de 1849.

- 1er janvier : le premier timbre postal français est mis en circulation, le 20 centimes noir, au type Cérès, de Barre[1].
- 4 janvier : le ministre Falloux retire par décret le projet Carnot et nomme deux commissions extra-parlementaires chargées de préparer un projet sur l'enseignement secondaire et sur l'enseignement primaire. Le 6 janvier, les deux commissions fusionnent sous la présidence de Thiers[2].
- 10 janvier : loi sur l'organisation de l'Assistance publique dans la ville de Paris[3].
- 15 janvier : Victor Hugo devant les bureaux de l'Assemblée : « sur la Question de la dissolution. » (de l'assemblée constituante)[4]

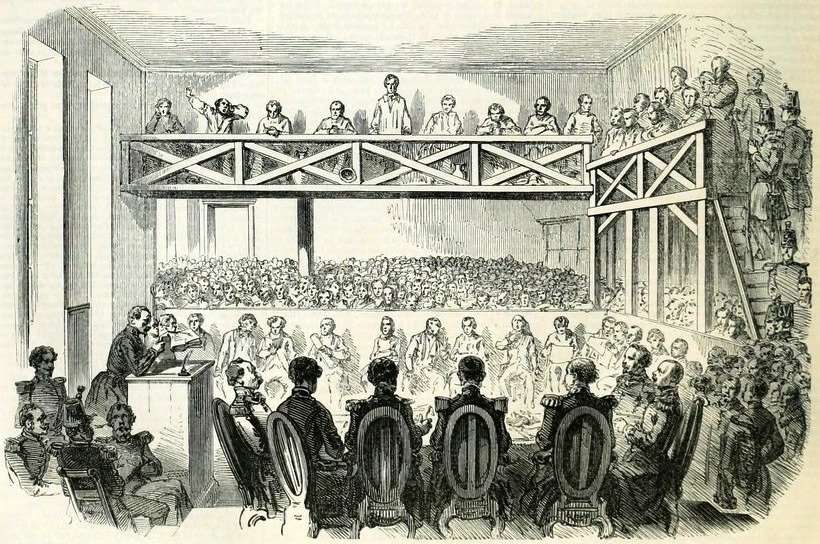
Banc des accusés de l'assassinat du général Bréa et de son aide-de-camp. L'Illustration, 20 janvier 1849

- 15 janvier-7 février : procès de 25 insurgés de juin accusés d'avoir pris part à la mort du général Bréa. Cinq d'entre eux sont condamnés à mort (deux sont exécutés), deux aux travaux forcés à perpétuité[5].
- 19 janvier : Boulay de la Meurthe est élu vice-président de la République[6].
- 29 janvier : la proposition Rateau pour l'abrogation du mandat de la Constituante est adopté par une courte majorité[7], avant le vote des lois organiques qui devaient compléter la constitution, alors que le général Changarnier, le général du parti de l'ordre, commandement suprême de la garde nationale et des troupes de ligne, a placé ses forces tout autour de l'Assemblée et sur la rive droite[8].

### Février

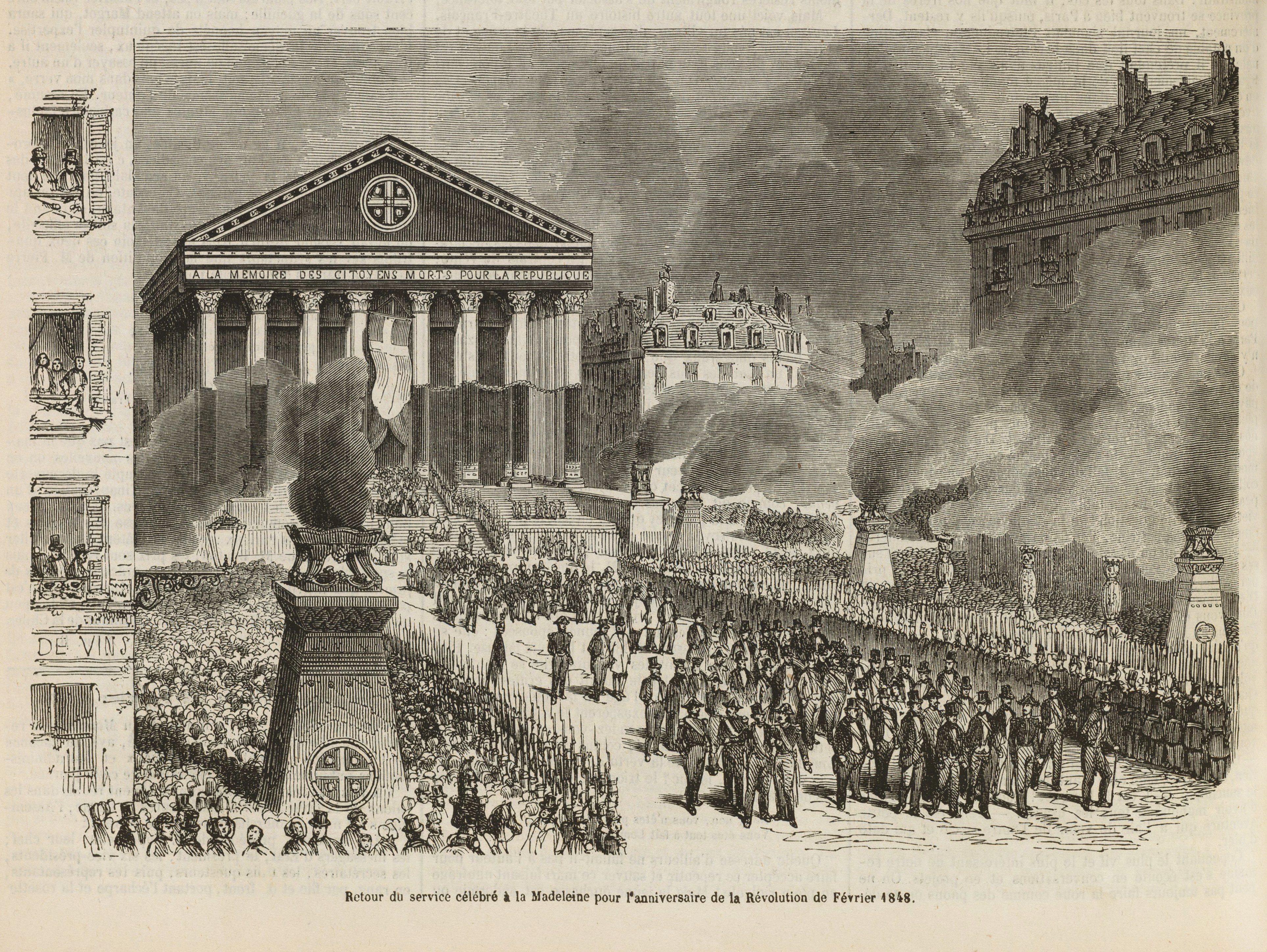
Retour du service célébré à la Madeleine pour l'anniversaire de la Révolution de Février 1848.

- 1er février et 2 mai : la Constituante rejette par deux fois des propositions d'amnistie pour les déportés de juin 1848[9].
- 15 février : l'Assemblée inscrit à son ordre du jour les travaux pour l'achèvement du Louvre. Victor Hugo intervient en leur faveur et propose d'y installer l'Institut[10].
- 21 février, Monrovia : Édouard Bouët-Willaumez reconnait officiellement pour la France la république du Liberia. Édouard Bouët, à bord de la frégate Pénélope, commande les quatorze bâtiments de la division navale des côtes occidentales d’Afrique avec pour mission de lutter contre la traite et de rétablir la souveraineté française sur des points côtiers insurgés, où il rétablit le commerce français (février 1849-avril 1850)[11]. Il est notamment chargé par le gouvernement français d’enquêter sur les accusations de traite esclavagiste clandestine lancées contre la maison Régis[12].
- 26 février : mise en service de la section de ligne de Compiègne à Noyon (ligne de Creil à Saint-Quentin) par la Compagnie du chemin de fer du Nord[13].

### Mars
- 3 mars :

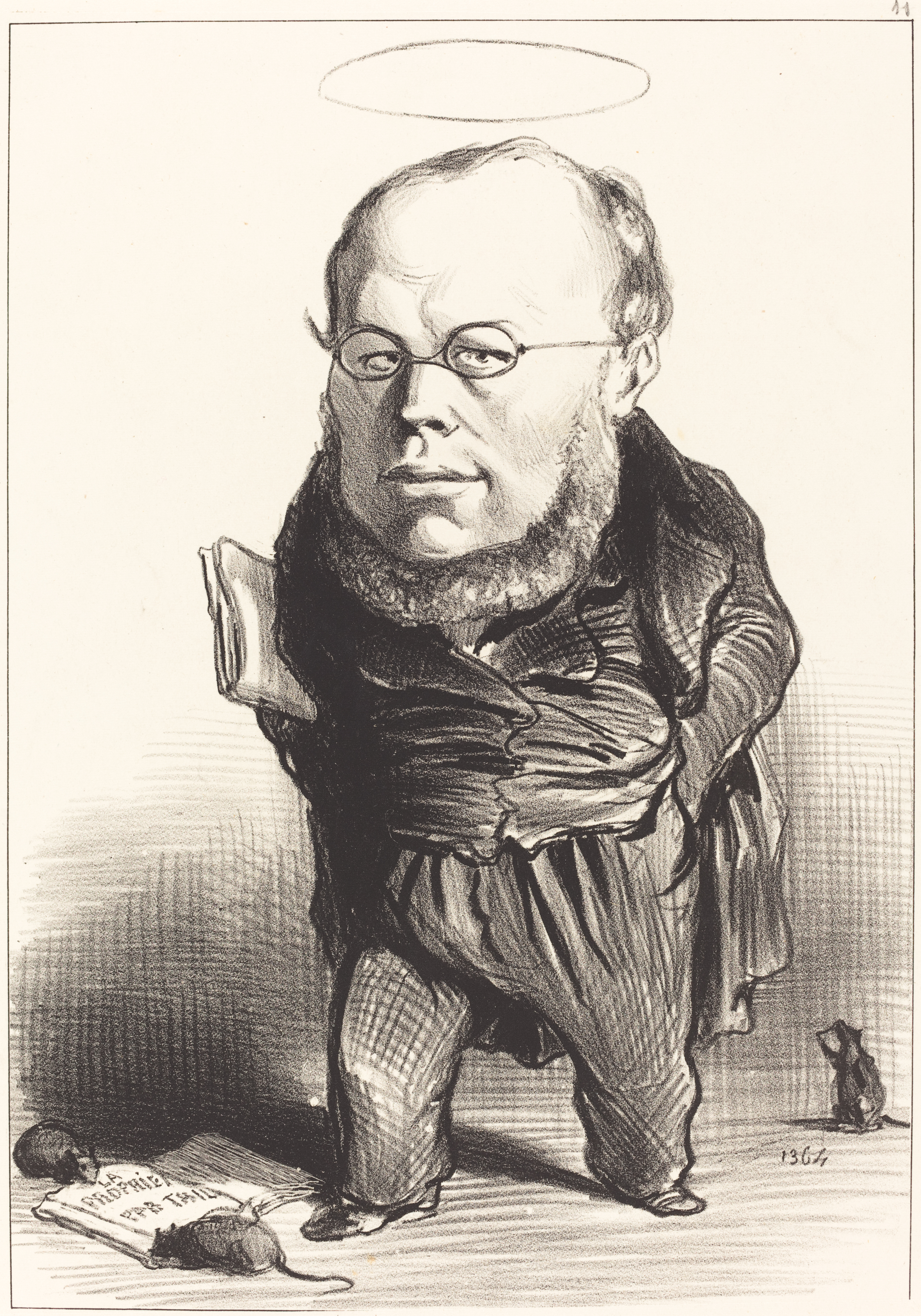
Louchant sous ses besicles, Proudhon, portant l'auréole d'un apôtre du socialisme, ne voit pas les souris qui s'intéressent fort à l'un de ses livres. caricature d'Honoré Daumier, 6 janvier 1849.

  - loi organique du Conseil d'État[14].
  - les « Burgraves » de la rue de Poitiers (parti de l'Ordre, réunissant conservateurs et monarchistes) constituent un Comité électoral qui regroupe 36 députés et 36 non-députés. Victor Hugo en fait partie[15].
- 7 mars : une épidémie de choléra, apparue à Dunkerque en octobre 1848, atteint Paris où elle fait plus de seize mille morts pendant neuf mois[16], pour gagner successivement 54 départements et faire 110 000 victimes[17],[18].
- 7 mars-3 avril : procès de Bourges des insurgés du 15 mai 1848. Barbès et Albert sont condamnés à la déportation. Auguste Blanqui, à dix ans de prison . Sobrier, sept ans. Raspail, six ans. Flotte et Quentin, cinq ans[19].
- 15 mars : loi électorale[20].
- 28 mars : procès de Proudhon pour ses écrits hostiles à Louis Napoléon Bonaparte. Il est condamné à trois ans de prison et incarcéré le 5 juin (1849-1852)[21].

### Avril
- 3 avril : discours de Victor Hugo à l'Assemblée sur la liberté du théâtre et les secours aux artistes[4].
- 6 avril : Félix Dupanloup est nommé évêque d'Orléans[22].
- 16 avril : la majorité républicaine de la Constituante vote les crédits nécessaires pour l'envoi d'un corps expéditionnaire pour défendre la République romaine menacée par l'armée autrichienne après sa victoire à Novare[23].
- 21 avril : pour soutenir les « burgraves », la presse du « Parti de l'Ordre » crée un « Comité de la presse modérée ». On y trouve L'Événement, L'Union, et L'Univers[24].
- 24 avril : expédition de Rome. Débarquement des troupes françaises du général Oudinot à Civitavecchia dans les États pontificaux, chargé d'empêcher un rétablissement du pape sous l'autorité exclusive de l'Autriche[25]. Le 30 avril, Garibaldi repousse Oudinot devant Rome[23].

### Mai
- 7 mai : la Constituante désapprouve la politique étrangère du gouvernement en votant par 328 voix contre 241 une protestation interdisant au corps expéditionnaire d'attaquer Rome ; mis en minorité, le ministère ne se retire pas. Le lendemain, Edmond Drouyn de Lhuys, ministre des Affaires étrangères, confie à Ferdinand de Lesseps une mission de conciliation entre le pape et les républicains romains, qui échoue[26].
- 8 mai : pose de la première pierre de la cité ouvrière de la rue de Rochechouart, achevée en 1851 et baptisée Cité Napoléon, premier exemple de la politique de logement social de Napoléon III[27].
- 13 mai : victoire des conservateurs aux élections de l'assemblée législative. La droite (parti de l'Ordre) obtient 450 sièges. Les démocrates-sociaux (la « Nouvelle Montagne »), 210 sièges[27]. Victor Hugo est élu à Paris[24].
- 14 mai :
  - démission de Léon Faucher, ministre de l'Intérieur, accusé de manœuvres électorales abusives auprès des préfets[28].
  - Lesseps est à Civitavecchia où il rencontre Oudinot ; une suspension d'armée est négociée avec Mazzini[26].
- 16 mai : à Rome, Lesseps soumet à une délégation de trois membres de l'Assemblée constituante romaine (triumvirs) un premier projet d'arrangement qui est rejeté[26].
- 21 mai : Louis-Napoléon Bonaparte passe en revue au Champ-de-Mars 40 000 hommes réunis par le général Changarnier[27].
- 26 mai : l'Assemblée constituante tient son ultime séance[29].
- 28 mai : l'Assemblée législative se réunit pour la première fois[30]. André Dupin, orléaniste, est élu président le 1er juin[31].
- 29 mai : 
  - Lesseps soumet à l'Assemblée constituante romaine un troisième projet d'arrangement contressigné par Oudinot, sous forme d'un ultimatum : la France reconnait à la population romaine le droit de se prononcer librement sur son gouvernement, moyennant l'entrée amicale des troupes françaises dans Rome. Les triumvirs lui soumettent le 30 mai un contre-projet que Lesseps juge acceptable et signe. Le 31 mai, Oudinot fait savoir aux triumvirs qui ne reconnait pas l'arrangement et cesse toute coopération avec Lesseps[26].
  - la mission Lesseps est rappelée. Oudinot est autorisé à reprendre les hostilités contre Rome[32],[33]. La politique italienne du gouvernement est longuement débattue à l'Assemblée dans les jours suivants.

### Juin

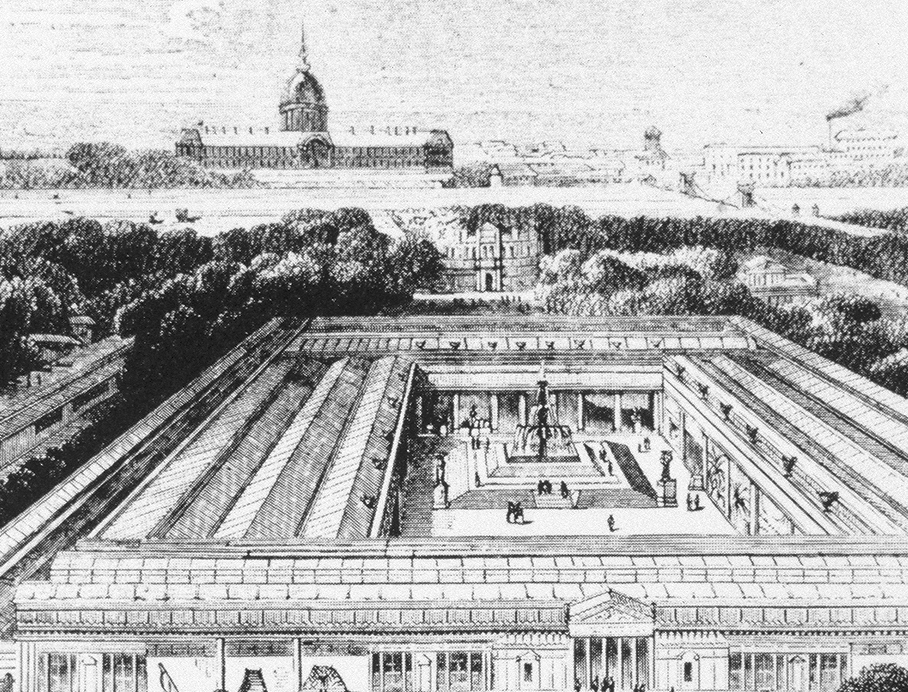
Pavillon de l'Exposition des produits de l'industrie française de 1849 avec l'Hôtel des Invalides à l'arrière-plan. Structure temporaire élevée dans le Carrée Marigny, Jardins des Champs-Élysées, à Paris.

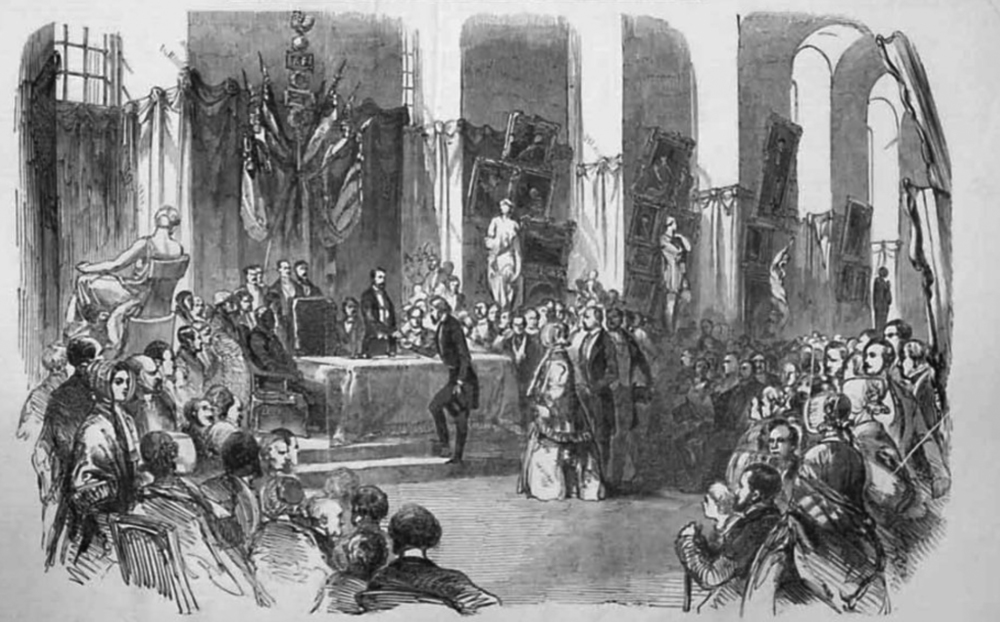
Le président Bonaparte distribue les prix à la clôture de l'Exposition industrielle de Paris de 1849

- 1er juin : ouverture de la onzième exposition des produits de l'industrie française[34].
- 2 juin : Odilon Barrot forme un nouveau gouvernement[6] ; Tocqueville est nommé ministre des Affaires étrangères et prend Arthur de Gobineau comme chef de cabinet[35].
- 3 juin :
  - muni de nouvelles instructions et conformément au revirement de la politique française désormais favorable au pape, Oudinot commence le siège de Rome[27]. Tocqueville demande à l'Assemblée qu'on ne lui impute pas les actions antérieures à son arrivée au ministère[36].
  - Karl Marx est à Paris[37].
- 5 juin : Lesseps est de retour à Paris pour faire ratifier la convention passée avec les républicains romains ; le nouveau ministre des Affaires étrangères Tocqueville lui déclare qu'il ne sait rien de l'affaire de Rome. Ni Odilon Barrot, ni aucun membre du gouvernement n'accepte de le recevoir. Il est cependant reçu par le prince-président, qui défère le 9 juin au Conseil d'État l'examen des actes relatifs à sa mission en Italie. Désavoué par un blâme, Lesseps se met en disponibilité du service diplomatique[26]
- 6 juin : Tocqueville nomme Corcelle ministre plénipotentiaire pour résoudre la question romaine, en liaison avec le duc d'Harcourt, ambassadeur en titre auprès du Saint-Siège et de Rayneval, ministre plénipotentiaire à Naples[36].
- 9 juin : Armand de Melun dépose une proposition à l’assemblée législative ; « Il est nommé une commission de trente membres chargée de préparer et d’examiner dans les plus brefs délais possibles les lois relatives à la prévoyance et à l’assistance publique conformément à l’article 13 de la Constitution ». La proposition est adoptée à l’unanimité le 9 juillet et la commission se réunit pour la première fois le 13 juillet[38].
- 11 juin : l'intervention romaine provoque la demande de mise en accusation du ministère par Ledru-Rollin, pour violation de la Constitution ; elle est repoussée par l'Assemblée par 361 voix contre 202[29]. Tocqueville dément le fait qu'une partie de la cavalerie française aurait été détruite[39].
- 12 juin : une manifestation est annoncée par les Montagnards. À la chambre, la gauche demande que le gouvernent communique les pièces diplomatiques relatives au siège de Rome, sans succès. Le soir, les dans Montagnards se réunissent dans les bureaux de La Démocratie pacifique ; Ledru-Rollin, Considerant et Félix Pyat rédigent un manifeste publié le lendemain dans la presse de gauche[40].

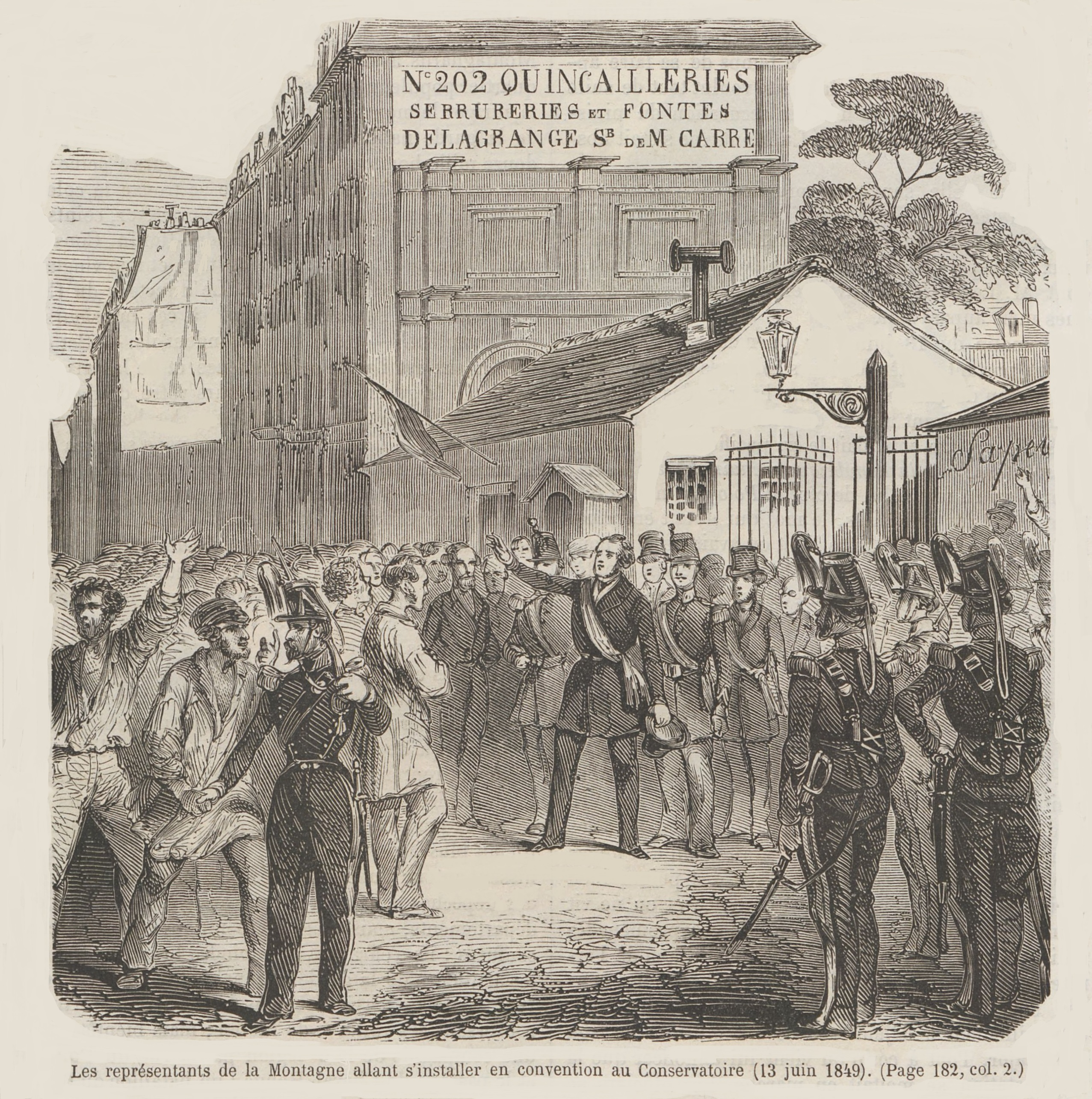
Les représentants de la Montagne allant s'installer en convention au Conservatoire (13 juin 1849). Gravure extraite de l'ouvrage de Victor Duruy, Histoire populaire contemporaine de la France.

- 13 juin : journée révolutionnaire à Paris, dirigée par Ledru-Rollin contre l’expédition lancée en Italie pour soutenir le pape Pie IX contre le républicain Giuseppe Mazzini[40]. Sans véritable soutien populaire, la manifestation parisienne est vite circonscrite aux quartiers de la rue Saint-Martin, et écrasée par l'armée : huit morts. Ledru-Rollin, chefs des Montagnards, et Félix Pyat sont contraints à l’exil[27]. Des imprimeries de journaux républicains sont pillées par la garde nationale[24]. Paris et Lyon sont mis en état de siège[41].
- 15 juin : à la Législative, Victor Hugo interpelle le gouvernement à propos du pillage de l'imprimerie de La Démocratie pacifique[24].
- 18 juin : le projet de loi sur l'enseignement est présenté à l'assemblée législative[42].
- 19 juin : suspension du droit d’association pour un an[37]. Le gouvernement peut interdire tout club ou réunion publique.

### Juillet
- 3 juillet : prise de Rome par le général Oudinot qui, le 14, proclame le rétablissement de Pie IX.

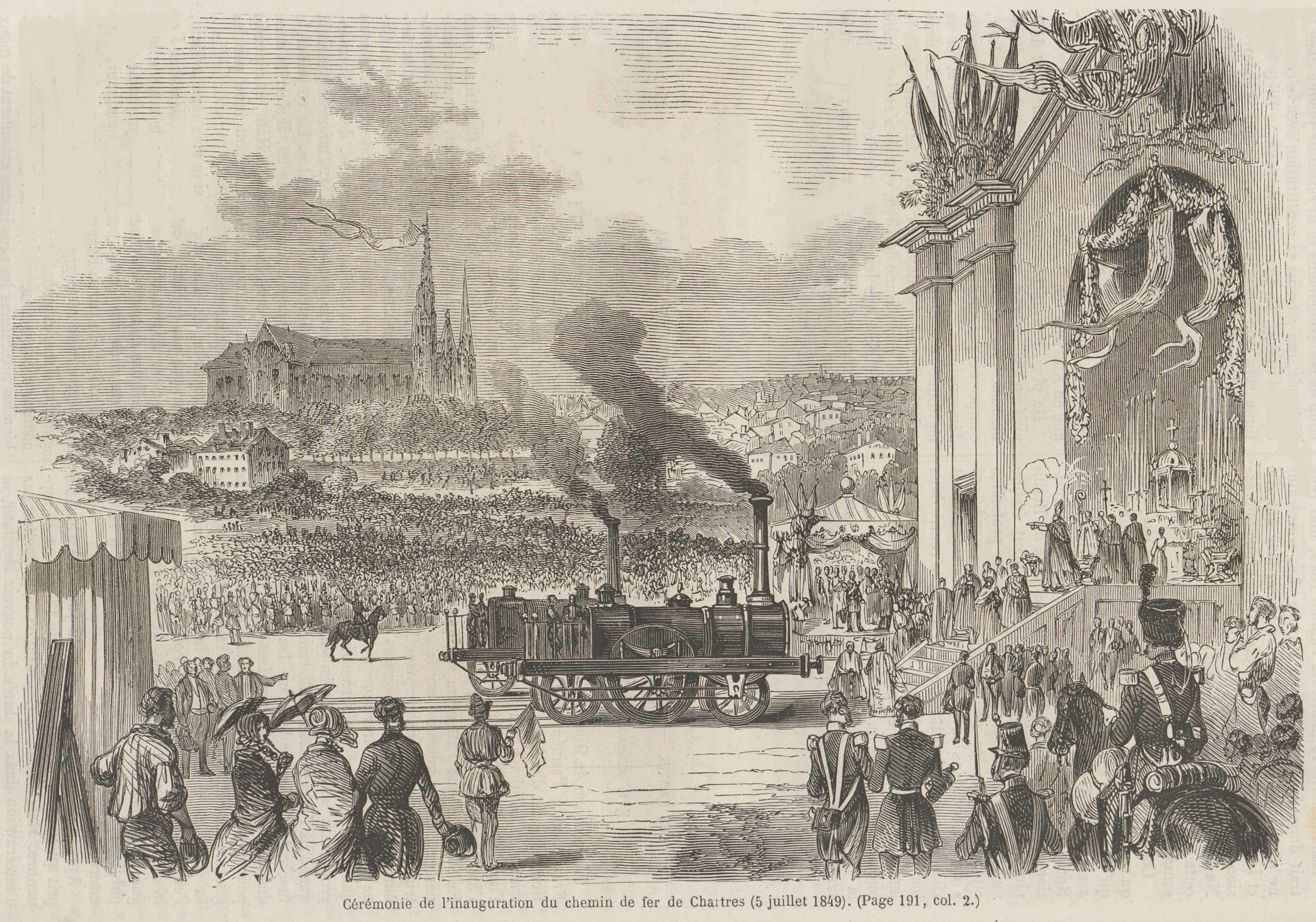
Cérémonie de l'inauguration du chemin de fer de Chartres (5 juillet 1849).. Gravure extraite de l'ouvrage de Victor Duruy, Histoire populaire contemporaine de la France.

- 5 juillet : inauguration de la section de ligne de Paris à Meaux par la Compagnie du chemin de fer de Paris à Strasbourg (ligne de Paris-Est à Strasbourg-Ville)[13].
- 6 juillet : le Président de la République assiste à l'inauguration du chemin de fer de Paris à Chartres[27].
- 9 juillet : à la Législative, discours de Victor Hugo « sur la misère ». Il dénonce les manœuvres de la droite pour enterrer le projet Melun[43].
- 12 juillet : inauguration de la section de ligne de Viroflay RG à Chartres (ligne de Paris au Mans)[13].
- 16 juillet : cent cinquante mille personnes assistent à la distribution des drapeaux de la garde nationale d'Amiens présidée par le président de la République[27].
- 19 juillet : Karl Marx est assigné à résidence dans le Morbihan[44].
- 22 juillet : Louis-Napoléon Bonaparte visite la forteresse de Ham. Dans le banquet qui lui est offert par la ville, il se lève et dit : « Je porte un toast en l'honneur des hommes qui sont déterminés, malgré leurs convictions, à respecter les institutions du pays. »[27].
- 27 juillet : loi restreignant la liberté de la presse ; six journaux sont suspendus[24]. La loi établit l'autorisation préalable de parution, ce qui provoque la disparition de nombreux journaux. Les colporteurs sont directement visés.

### Août
- 1er août : inauguration de la section de ligne de Saumur à Angers par la Compagnie du chemin de fer de Tours à Nantes[13].
- 9 août : 
  - Une loi organique sur l'état de siège est adoptée[45].
  - Suppression de l'École d'administration[46].
- 12 août : inauguration de la ligne de Paris à Tonnerre, section de la ligne de chemin de fer de Paris à Lyon[13].
- 12 août - 5 septembre : l’amiral français Legoarant de Tromelin échoue dans sa tentative de s’emparer d’Hawaii[47].
- 21-24 août : congrès international de la Paix à Paris. Élu président, Victor Hugo prononce les discours d'ouverture et de clôture[37].
- 24 août : Karl Marx quitte Paris pour Londres[44].
- 26 août : inauguration de la section de ligne de Meaux à Épernay par la Compagnie du chemin de fer de Paris à Strasbourg[13].

### Septembre
- 7 septembre : la lettre de Louis-Napoléon Bonaparte à Edgar Ney, datée du 18 août précédent, parait au Moniteur. Le désaveu du Prince-Président de la politique de réaction de Pie IX provoque une crise gouvernementale (le ministre légitimiste Alfred de Falloux démissionne) qui sert les intérêts du parti de l'Ordre[27]. Odilon Barrot songe un temps à céder la place à Adolphe Thiers, présenté par le journal satirique La Silhouette en train de faire courir le bruit que  « Toc-Toc se retire des affaires pour se consacrer exclusivement à l'éducation et à l'amitié de ses lévriers »[48].
- 8 septembre : décret qui nomme les membres d'une Commission départementale provisoire de la Seine[49] qui va durer jusqu'à la chute du Second Empire.
- 21 septembre : première séance de la commission nommée au conseil d'État pour préparer une loi sur les théâtres (fin le 1er octobre)[50]. Victor Hugo est entendu dans les deux séances du 17 et du 30 septembre[51].
- 28 septembre : Édouard Bouët-Willaumez obtient l’autorisation de fonder Libreville, « village chrétien et français », pour accueillir les esclaves libérés des bateaux négriers[52].

### Octobre
- 1er octobre : publication des statuts de la Société du Dix-Décembre, société de secours mutuel, en réalité une société politique avec pour mission de propager l'idée napoléonienne et de stimuler l'enthousiasme en faveur du Président[53]
- 18 - 20 octobre : discussion à l’assemblée législative sur les affaires de Rome, à propos d’une demande de crédits supplémentaires ; le 19 octobre Montalembert répond  au discours de Victor Hugo contre le pape, applaudit par la gauche, en défendant « l’Église éternelle ». Les crédits pour le maintien du corps expéditionnaire français à Rome sont votés par 470 voix contre 165[29].
- 20 octobre : inauguration de la section de ligne de Noyon à Chauny (ligne de Creil à Saint-Quentin) par la Compagnie du chemin de fer du Nord[13].
- 30 octobre : Louis-Napoléon Bonaparte dissout le ministère Odilon Barrot et nomme le 31 octobre un nouveau gouvernement composé de ministres qui ne sont désormais plus responsables que devant le seul président (Rouher, Fould) et d’où sont exclus les catholiques (ministère de libération). La nouvelle équipe, dirigée par le général d'Hautpoul, comprend plusieurs ministres bonapartistes[27].

### Novembre
- 10 novembre : inauguration de la section de ligne d'Épernay à Châlons par la Compagnie du chemin de fer de Paris à Strasbourg[13].
- 26 novembre : bataille de Zaatcha. L’oasis de Zaatcha, dans le Sud algérien entre Biskra et Ouargla, dernier îlot de résistance des nomades conduits par Bouziane, compagnon d’arme d’Abd el-Kader, tombe aux mains des troupes françaises au bout de 53 jours de siège. Sur 7 000 soldats français engagés, 1500, dont 30 officiers, sont tués ou blessés, et 600 meurent du choléra ; environ 1 500 insurgés, arabes ou berbères, meurent également[54].
- 27 novembre : loi rappelant l'interdiction des grèves[55].

### Décembre
- 15 décembre : circulaire du directeur de l'administration générale des Postes, Edouard Thayer, qui autorise les facteurs à distribuer des calendriers pour leur propre compte[56].

## Naissances en 1849
- 24 avril : Joseph Gallieni, militaire français, maréchal de France. († 27 mai 1916).
- 19 mars : Paul Cunisset-Carnot, écrivain, homme de justice et politique ainsi que militaire français († 1er juin 1919).

## Décès en 1849
- 18 mars : Antonin Moine, sculpteur réduit à la misère (suicide).
- 20 mars : Marie Dorval, actrice.
- 11 mai :  Juliette Récamier, à 10 heures du matin, de l'épidémie de choléra qui sévit à Paris.
- 10 juin : Bugeaud, victime du choléra.
- 17 octobre : Frédéric Chopin, au 12, place Vendôme, Paris, à l'âge de 39 ans.